# Sällskapet Livbojen
Sällskapet Livbojen är namnet på flera lokala stödföreningar till Svenska Sällskapet för Räddning af Skeppsbrutne.
Sjöräddningssällskapet grundades 1907 och var helt beroende av insamling av medel för inköp av livräddningsbåtar och driften av sina räddningsstationer. År 1911 bildades i Göteborg, på initiativ av Ulla Rinman, det första Sällskapet Livbojen som stödförening för Sjöräddningssällskapet. Parollen för bildandet var: ”Det är en heder för svenska kvinnor att genom personligt arbete bidraga till en effektiv sjöräddning”. Den drivande kraften i Sällskapet Livbojen i Göteborg var kvinnor. Dessa gjorde också egna konsthantverksprodukter, vilka vid sidan av lotterier var basinkomster.
Livbojen-sällskapen, och då framför allt Sällskapet Livbojen i Göteborg, har under årens lopp samlat in stora belopp för inköp av fartyg. År 1970 kunde man till Räddningsstation Rörö överlämna den isbrytande livräddningskryssaren Ulla Rinman. Livräddningskryssaren ersatte där Wilhelm R. Lundgren III. Fartyget är idag ett norskt expeditionsfartyg, som seglar på framför allt Spetsbergen.
Farkoster i den aktuella sjöräddningsflottan som bekostats av Livbojen-sällskap och fått namn efter sådana är Rescue Livbojen Göteborg på Räddningsstation Hovås och Rescuerunner Livbojen Torekov på Räddningsstation Torekov.
Livbojen-sällskap finns i bland andra Göteborg, Torekov, Halmstad, Loftahammar (bildad 1997), Mariestad och Norra Bohuslän (bildad 1981) samt på Visingsö, Rådmansö och Rörö.